# Atracis sordida
Atracis sordida är en insektsart som först beskrevs av Stsl 1864.  Atracis sordida ingår i släktet Atracis och familjen Flatidae. Inga underarter finns listade i Catalogue of Life.